# スクリヴァーネク
スクリヴァーネク（Skrivanek）は翻訳とローカリゼーションを主たる業務とする会社。1994年にチェコ共和国にて設立。本社所在地はプラハ。2017年5月時点で「世界の翻訳企業トップ30のうちの1社である」と謳っている。

## 沿革
1990年チェコスロバキア（当時）で起きたビロード革命後、主に東欧向けの翻訳会社としてパヴェル・スクリヴァーネク（Pavel Skřivánek）がチェコ共和国にて設立。数年の間にチェコでは最大規模に成長し、さらに中央ヨーロッパ・東ヨーロッパ内での翻訳・ローカライズのリーディングカンパニーとしての地位を築く。2002年にはEN ISO 9001:2001の資格を取得。EUのオフィシャル・サプライヤー。翻訳、通訳、ソフトウェア・ローカライズ、e-ラーニング作成などを手がける。

## 支社
2017年5月時点でチェコ国内の本社以外に以下の国々に支社を置く: 
| - スロバキア - ハンガリー - オーストリア - ポーランド - ブルガリア - エストニア - ラトビア - リトアニア - スロベニア - ロシア - ドイツ - ベルギー - イギリス - アメリカ合衆国 - ブラジル - 中華人民共和国 |

## 加入組織
スクリヴァーネクは以下の組織に加入している: 
| - Europian Union of Associations of Translation Companies（欧州連合翻訳会社協会）（EUATC） - Translation Automation User Association（翻訳使用者自動化協会） (TAUS) - TAUS Data Association（TAUSデータ協会） - Globalization and Localization Association（国際化及び地域化協会） (GALA) - Association of Czech Translation Agencies（チェコ翻訳機関協会） (ACTC) - Association of Translation Agencies （翻訳会社協会）(ATC) - Chamber of Commerce of the Czech Republic（チェコ共和国商工会議所） |

## 創業者について
パヴェル・スクリヴァーネク（Pavel Skřivánek）は1968年生まれ。プラハ、ウィーン、東ドイツなどで学んだ後、1994年故郷ヴィシュコブ（チェコ）にて会社設立。以降、90年代後半にかけて、全世界へと展開していく。